# Psaume 138 (137)
Le psaume 138 (137 selon la numérotation grecque) est attribué à David.

## Texte
| verset | original hébreu                                                               | traduction française de Louis Segond | Vulgate latine |
| ------ | ----------------------------------------------------------------------------- | --- | --- |
| 1      | לְדָוִד: אוֹדְךָ בְכָל-לִבִּי; נֶגֶד אֱלֹהִים אֲזַמְּרֶךָּ                                           | [De David.] Je te célèbre de tout mon cœur, je chante tes louanges en la présence de Dieu.                                                                                | [Ipsi David] Confitebor tibi Domine in toto corde meo quoniam audisti verba oris mei in conspectu angelorum psallam tibi                           |
| 2      | אֶשְׁתַּחֲוֶה אֶל-הֵיכַל קָדְשְׁךָ, וְאוֹדֶה אֶת-שְׁמֶךָ--עַל-חַסְדְּךָ וְעַל-אֲמִתֶּךָ:כִּי-הִגְדַּלְתָּ עַל-כָּל-שִׁמְךָ, אִמְרָתֶךָ | Je me prosterne dans ton saint temple, et je célèbre ton nom, à cause de ta bonté et de ta fidélité, car ta renommée s’est accrue par l’accomplissement de tes promesses. | Adorabo ad templum sanctum tuum et confitebor nomini tuo super misericordia tua et veritate tua quoniam magnificasti super omne nomen sanctum tuum |
| 3      | בְּיוֹם קָרָאתִי, וַתַּעֲנֵנִי; תַּרְהִבֵנִי בְנַפְשִׁי עֹז                                           | Le jour où je t’ai invoqué, tu m’as exaucé, tu m’as rassuré, tu as fortifié mon âme.                                                                                      | In quacumque die invocavero te exaudi me multiplicabis me in anima mea virtute                                                                     |
| 4      | יוֹדוּךָ יְהוָה, כָּל-מַלְכֵי-אָרֶץ: כִּי שָׁמְעוּ, אִמְרֵי-פִיךָ                                    | Tous les rois de la terre te loueront, ô Éternel ! En entendant les paroles de ta bouche ;                                                                                | Confiteantur tibi Domine omnes reges terrae quia audierunt omnia verba oris tui                                                                    |
| 5      | וְיָשִׁירוּ, בְּדַרְכֵי יְהוָה: כִּי-גָדוֹל, כְּבוֹד יְהוָה                                        | Ils célébreront les voies de l’Éternel, car la gloire de l’Éternel est grande.                                                                                            | Et cantent in viis Domini quoniam magna gloria Domini                                                                                              |
| 6      | כִּי-רָם יְהוָה, וְשָׁפָל יִרְאֶה; וְגָבֹהַּ, מִמֶּרְחָק יְיֵדָע                                       | L’Éternel est élevé : il voit les humbles, et il reconnaît de loin les orgueilleux.                                                                                       | Quoniam excelsus Dominus et humilia respicit et alta a longe cognoscit                                                                             |
| 7      | אִם-אֵלֵךְ, בְּקֶרֶב צָרָה-- תְּחַיֵּנִי:עַל אַף אֹיְבַי, תִּשְׁלַח יָדֶךָ; וְתוֹשִׁיעֵנִי יְמִינֶךָ                 | Quand je marche au milieu de la détresse, tu me rends la vie, tu étends ta main sur la colère de mes ennemis, et ta droite me sauve.                                      | Si ambulavero in medio tribulationis vivificabis me super iram inimicorum meorum extendisti manum tuam et salvum me fecit dextera tua              |
| 8      | יְהוָה, יִגְמֹר בַּעֲדִי: יְהוָה, חַסְדְּךָ לְעוֹלָם; מַעֲשֵׂי יָדֶיךָ אַל-תֶּרֶף                           | L’Éternel agira en ma faveur. Éternel, ta bonté dure toujours, n’abandonne pas les œuvres de tes mains !                                                                  | Dominus retribuet propter me Domine misericordia tua in saeculum opera manuum tuarum ne dispicias                                                  |

## Usages liturgiques

### Dans le christianisme

#### Chez les catholiques
Historiquement, ce psaume était récité ou chanté lors de l'office de vêpres du mercredi, selon la règle de saint Benoît, fixée vers 530,.
Dans la liturgie des Heures actuelle, le psaume 138 est récité aux vêpres du mardi de la quatrième semaine. D'ailleurs, dans la liturgie de la messe, il est lu le 21e dimanche du temps ordinaire de l’année A, le 5e et le 17e dimanches du temps ordinaire de l’année C.

## Mise en musique
- Michel-Richard de Lalande, musicien apprécié par Louis XIV et maître de sa chapelle musicale, composa en 1697 un grand motet sur le texte de ce psaume, pour être chanté lors de célébrations liturgiques à la chapelle royale du château de Versailles (il est actuellement coté S.48 dans le catalogue des œuvres de cet auteur). Henry Desmarest, contemporain de Lalande, a également écrit un grand motet sur ce psaume. Marc-Antoine Charpentier a composé 4 psaumes, H 200 et H 200 a  pour solistes, chœur, et basse continue (vers 1688), H 151 pour solistes, chœur, 2 violons, et basse continue (1670), H 225 pour solistes, chœur, flûtes, cordes, et basse continue (1690), H 220 pour solistes, chœur, et basse continue (1691). André-Ernest-Modeste Grétry a composé en 1767 un grand motet Confitebor sur ce texte.

## Voir aussi

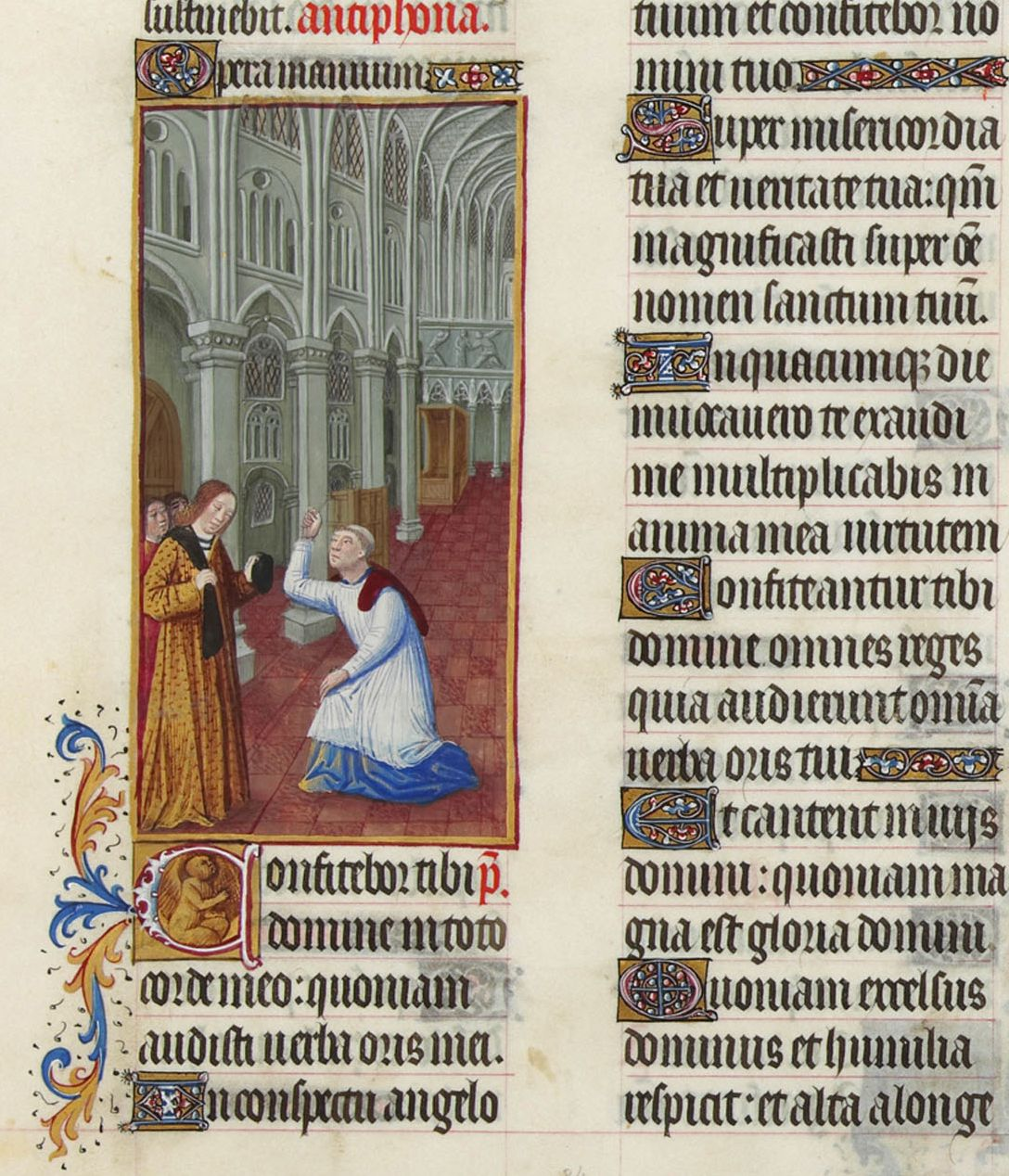
Le début du psaume 138, Hymne d'action de grâce, folio 84 des Très Riches Heures du duc de Berry, musée Condé, ms.65. La miniature représente un religieux aspergeant d'eau bénite un dignitaire venant d'entrer dans son église.